# Darah-e Dżangal-e Baz
Darah-e Dżangal-e Baz – dolina położona w prowincji Herat w Afganistanie. Położona jest na wysokości 1794 m nad poziomem morza.